# Урдабаева, Мариан Давлетовна
Мариан Давлетовна Урдабаева (род. 3 апреля 1988, Есик, Алма-Атинская область) — казахстанская дзюдоистка.

## Карьера
Тренируется в Алматы у Т. З. Биабулина с 11 лет.
Двукратная бронзовая призёрка юниорского чемпионата Азии (2006 — Корея, 2007 — Индия).
Двукратная бронзовая призерка Кубка Мира (2008 — Южная Корея, 2011 — Узбекистан), бронзовая призерка Кубка Европы (2013, Россия), трехкратная бронзовая призерка Гран-при (2013 — Алматы, Узбекистан, 2014 — Монголия).
Чемпионка Азии (2016 — Узбекистан), двукратная бронзовая призёрка чемпионата Азии (2007 — Кувейт, 2015 — Кувейт). Бронзовая призерка Азиатских Игр (2014, Южная Корея).
Многократная чемпионка Казахстана.
Мастер спорта Республики Казахстан.
Участница летней Олимпиады 2016 года.